# Вербковичі (гміна)
Гміна Вербковичі (пол. Gmina Werbkowice) — сільська гміна у східній Польщі. Належить до Грубешівського повіту Люблінського воєводства.
Станом на 31 грудня 2011 у гміні проживало 10 009 осіб.

## Площа
Згідно з даними за 2007 рік площа гміни становила 188,26 км², з яких 83 % склали орні землі, а 7 % — ліси.
Таким чином, площа гміни становить 14,83 % площі повіту.

## Населення
Станом на 31 грудня 2011:
| Опис     | Загалом | Загалом | Чоловіки | Чоловіки | Жінки | Жінки |
| -------- | ------- | ------- | -------- | -------- | ----- | ----- |
| одиниця  | осіб    | %       | осіб     | %        | осіб  | %     |
| все      | 10009   | 100     | 4973     | 49.69    | 5036  | 50.31 |
| міське   | 0       | 100     | 0        |          | 0     |       |
| сільське | 10009   | 100     | 4973     | 49.69    | 5036  | 50.31 |

## Населені пункти
Гміна складається з 29 сіл, як, у свою чергу, кожне становить повноцінну адміністративну одиницю — солтиство.
- Аделіна — (Adelina);
- Алоїзув — (Alojzów);
- Вербковичі — (Werbkowice);
- Вилкув — (Wilków);
- Вилкув-Колонія — (Wilków-Kolonia);
- Вроновице — (Wronowice);
- Гонятичі — (Honiatycze);
- Гонятиче-Колонія — (Honiatycze-Kolonia);
- Гонятички — (Honiatyczki);
- Гостинне — (Hostynne);
- Гостинне-Колонія — (Hostynne-Kolonia);
- Ґоздув — (Gozdów);
- Добромержичі — (Dobromierzyce);
- Загайник — (Zagajnik);
- Конопне — (Konopne);
- Которув — (Kotorów);
- Лиса Гура — (Łysa Góra);
- Лотув — (Łotów);
- Маличі — (Malice);
- Пересоловичі — (Peresołowice);
- Подгірці — (Podhorce);
- Сагринь — (Sahryń);
- Сагринь-Колонія — (Sahryń-Kolonia);
- Стшижовець — (Strzyżowiec);
- Теребінець — (Terebiniec);
- Теребінь — (Terebiń);
- Теребінь-Колонія — (Terebiń-Kolonia);
- Теребінь-Зади — (Terebiń-Zady);
- Турковичі — (Turkowice)

Поселення без статусу солтиства:
- Богутиче — (Bohutycze);
- Добромержичі-Колонія — (Dobromierzyce-Kolonia);
- Могила — (Mogiła);
- Пасіка — (Pasieka);
- Підгірці-Колонія — (Podhorce-Kolonia);
- Сагринь-Осада — (Sahryń (osada));
- Вигон — (Wygon)

## Історія
Гміна Вербковичі утворена в 1867 р. у складі Грубешівського повіту Люблінської губернії Російської імперії.
У 1890 р. територія становила 20 037 морги (приблизно 112,24 км²), було 6 696 мешканців, з них 5 758 православних, 820 римо-католиків (латинників і поляків) і 118 юдеїв. До складу волості входили:
1. Алоїзів — фільварок
2. Біла — селище
3. Вербковичі — село і фільварок
4. Діброва — селище
5. Ельжбетин — фільварок
6. Ґоздів
7. Голота — селище, корчма
8. Гостинне
9. Конопне — село
10. Которів — село
11. Леопольдів — фільварок
12. Лотів
13. Лиса Гора — фільварок
14. Майдан
15. Кринки
16. Маличі
17. Підгірці
18. Підгорище — селище
19. Стрижовець
20. Теребінь
21. Теребінець
22. Теофілівка — фільварок

За переписом 1905 р. у волості було 10300½ десятин землі (приблизно 112,53 км²), 936 будинків і 8628 мешканців.
У 1912 р. разом з повітом перейшла до Холмської губернії.
У 1915 р. перед наступом німецьких військ російською армією спалені українські села і більшість українців були вивезені углиб Російської імперії, звідки повертались уже після закінчення війни. Натомість поляків не вивозили. В 1919 р. після окупації Польщею Холмщини гміна у складі повіту включена до Люблінського воєводства Польської республіки.

## Сусідні гміни
Гміна Вербковичі межує з такими гмінами: Грубешів, Мйончин, Мірче, Тшещани, Тишовце.